# 仁勝寺
仁勝寺（にんしょうじ）は、山梨県甲府市にある臨済宗向嶽寺派の寺院。

## 歴史
1470年（文明2年）、武田信長の開基である。信長は後に上総国に移り、上総武田氏の祖となる人物である。
当寺には、重要文化財の「木造聖徳太子立像」が所蔵されている。鎌倉時代後期の作で、現在は法隆寺夢殿を模した八角の堂に収められている。元々は武田氏の屋敷内にあったが、武田氏滅亡の際に当寺に移された。1945年（昭和20年）の甲府空襲では、何とか持ち出すことに成功し、現在に至っている。

## 文化財
- 木造聖徳太子立像（重要文化財 昭和4年4月6日指定）[2]

## 交通アクセス
- 甲斐住吉駅より徒歩30分。